# Остман, Ларкин
Ларкин Остман (англ. Larkyn Austman, род. 22 февраля 1998, Нью-Уэстминстер, Британская Колумбия) — канадская фигуристка, выступавшая в одиночном катании. Бронзовый призёр чемпионата Канады (2018), чемпионка Канады среди юниоров (2013), представляла страну на Олимпийских играх (2018).
В мае 2019 года объявила о завершении спортивной карьеры.

## Биография
Родилась 22 февраля 1998 года в городе Нью-Уэстминстер, провинция Британская Колумбия. Ларкин из спортивной семьи. Её родители были фигуристами. Мать — Хезер Остман (в девичестве Андерсон) — чемпионка Канады 1974 года в категории новичков (англ. Novice). Старший брат Коннор занимался хоккеем. В 2014 году исполнила роль российской фигуристки в рекламной кампании «Спасибо, мама» бренда P&G, приуроченной к зимней Олимпиаде в Сочи. Придерживается веганства, а также является поклонницей вселенной Гарри Поттера.

## Карьера

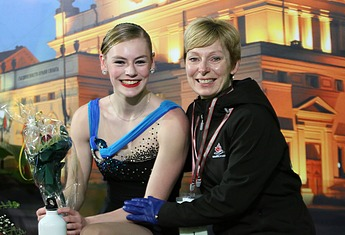
Ларкин и Хезер Остман в 2014 году

Начала заниматься фигурным катанием в возрасте трёх лет. Бо́льшую часть карьеры её тренером была Хезер Остман. На Олимпийских играх 2010 года Ларкин была одной из «flower kids» (дети, которые собирают со льда цветы и мягкие игрушки после выступления фигуристов). В 2013 году уверенно победила на юниорском национальном чемпионате, с отрывом 25,90 баллов, по итогам двух программ, от обладательницы серебряной награды. В следующем сезоне приняла участие в одном этапе юниорского Гран-при, на турнире в Таллине расположившись на восьмой строчке. В Софии на чемпионате мира среди юниоров показала шестнадцатый результат. В декабре 2014 года приняла решение завершить карьеру, но спустя три месяца пересмотрела своё решение, и возобновила тренировки. На первом после возвращения чемпионате Канады финишировала шестой. На Autumn Classic 2016 состоялся её дебют на турнирах международного уровня. В феврале 2017 года в Гааге завоевала бронзовую медаль, уступив Луне Хендрикс и Кэролайн Чжан.
В сезоне 2017/2018 дебютировала в серии Гран-при. На «домашнем» этапе показала двенадцатый результат. Стала двенадцатой также на Мемориале Ондрея Непелы. По итогам короткой программы на чемпионате Канады 2018 Остман располагалась на шестом месте. Но после исполнения произвольной поднялась на третью позицию протокола, завоевав первую медаль на национальных чемпионатах взрослого уровня. Благодаря этому результату она вошла в состав сборной Канады на Олимпиаду и чемпионат мира. Оба турнира завершила на двадцать пятой позиции. Осенью 2018 года из-за проблем со здоровьем не принимала участия в этапах Гран-при. На ежегодном национальном чемпионате стала четвёртой (после короткой программы занимала вторую строчку). В феврале 2019 года в калифорнийском Анахайме на чемпионате четырёх континентов вошла в десятку лучших, установив личные рекорды в короткой и произвольной программах, а также по сумме баллов. В мае объявила о завершении спортивной карьеры.

## Спортивные достижения
| Соревнования                       | 11/12         | 12/13         | 13/14         | 14/15         | 15/16         | 16/17         | 17/18         | 18/19         |
| Международные                      | Международные | Международные | Международные | Международные | Международные | Международные | Международные | Международные |
| ---------------------------------- | ------------- | ------------- | ------------- | ------------- | ------------- | ------------- | ------------- | ------------- |
| Зимние Олимпийские игры            |               |               |               |               |               |               | 25            |               |
| Чемпионаты мира                    |               |               |               |               |               |               | 25            |               |
| Чемпионаты четырёх континентов     |               |               |               |               |               |               |               | 10            |
| Этапы Гран-при: Skate Canada       |               |               |               |               |               |               | 12            |               |
| Челленджеры. Autumn Classic        |               |               |               |               |               | 12            |               |               |
| Челленджеры. Мемориал Непелы       |               |               |               |               |               |               | 12            |               |
| Cup of Tyrol                       |               |               |               |               |               |               |               | 6             |
| Challenge Cup                      |               |               |               |               |               | 3             |               |               |
| Международные среди юниоров        |               |               |               |               |               |               |               |               |
| Чемпионаты мира среди юниоров      |               |               | 16            |               |               |               |               |               |
| Этапы юниорского Гран-при: Эстония |               |               | 8             |               |               |               |               |               |
| Этапы юниорского Гран-при: Франция |               |               |               | 10            |               |               |               |               |
| Национальные                       |               |               |               |               |               |               |               |               |
| Чемпионаты Канады                  | 2N.           | 1J.           | 10            |               | 6             | 4             | 3             | 4             |